# ФК Кордун Кљајићево
ФК Кордун је фудбалски клуб из Кљајићева, општина Сомбор, Србија, основан 1947. године, тренутно се такмичи у Подручној лиги Сомбор.
Највећи успех клуба је наступање четири сезоне у Војвођанској лиги - четврти ранг (сезоне 1961/62; 1962/63; 2006/07; 2007/08.). Све остало време, клуб је провео у нижим ранговима такмичења.

## Историја
Први запажени успех клуб из Кљајићева остварује у сезони 1958/59, године када освајају прво место у Сомборском подсавезу - 2. разред и пласирају се у виши ранг. Две године касније Кордун осваја прво место и у Сомборском подсавезу и пласира се у Бачку лигу. У четвртом рангу задржаће се свега две године, када ће, након реорганизације фудбалских првенстава у Југославији, испасти као седмопласирани на табели у нижи ранг.
Исти успех поновиће после 45 године тачније након сезоне 2005/06. ФК Кордун ће освајањем првог места у Подручној лиги Сомбор и заједно са другопласираном екипом "Младост" из Крушчића наступити у Војвођанској лиги Север.